# بذور البرتقال الخمس
بذور البرتقال الخمس (بالإنجليزية: The Five Orange Pips)‏ واحدة من 56 قصة قصيرة لشرلوك هولمز من تأليف ارثر كونان دويل. تعد القصة الخامسة في سلسلة مغامرات شرلوك هولمز، والسابعة في قائمة أفضل اثنتي عشرة قصة لشرلوك هولمز بالنسبة لكونان دويل.
نشرت القصة لأول مرة بشكل منفرد في نوفمبر 1891 في مجلة الستراند، قبل أن يعاد نشرها مرة ثانية مجمعة مع باقي قصص سلسلة مغامرات شرلوك هولمز.

## ملخص القصة

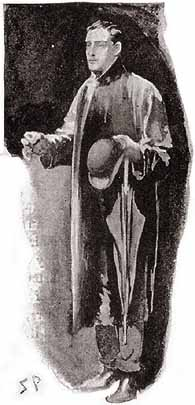
رسم توضيحي للقصة القصيرة لشيرلوك هولمز "بذور البرتقال الخمس"، والتي ظهرت في مجلة ستراند في نوفمبر 1891. وكان التعليق الأصلي هو "كان ينظر حوله بقلق.

في سبتمبر 1887، يأتي جون اوبنشاو إلى منزل شرلوك هولمز، ويقص عليه الأحداث الغريبة التي أحاطت بوفاة عمه إلياس ووالده جوزيف.
في أحد الأيام، استقبل ايلياس اوبنشاو رسالة عن طريق البريد تحتوي على خمس بذور برتقال وكذلك على الأحرف « K.K.K. » ثم يبدأ هذا الأخير يتصرف بغرابة إلى أن يتم ايجاده ميتا غرقا في إحدى الليالي.
بعد مدة، يجد والد جون رسالة في صندوق البريد تحتوي على خمس بذور برتقال، وهي أيضا موقعة بنفس الاحرف « K.K.K. » وتحتوي الرسالة كذلك على ملاحظة تحمل أوامر معينة. بعد يومين من ذلك يتم ايجاد جوزيف اوبنشاو ميتا هو الآخر.
يكتشف شرلوك، بعد تحقيقاته، أن عم جون كان عضوا في منظمة «كو كلوكس كلان»، لكن يتم إخباره فيما بعد أن جون وجد ميتا بعد يوم من مقابلته له. يقرر شرلوك بدء تحقيقاته في القضية برفقة الدكتور واطسون.

## الاقتباس
- تم اقتباس فيلم أمريكي تحت عنوان «شرلوك هولمز ومنزل الخوف» من أحداث القصة، وقد عرض الفيلم عام 1945 وكان من بطولة بازيل راثبون بدور شرلوك هولمز.
- تم اقتباس الحلقة الثالثة من الموسم الأول من مسلسل "شرلوك" من القصة عام 2010.[1]

## الترجمة العربية
- بُذور البرتقال الخمس، دار الأجيال للنشر.[2]
- بذور البرتقال الخمس، مؤسسة هنداوي.[3]

## روابط خارجية
قراءة القصة مجانا (باللغة الإنجليزية).